# Йоханес II фон Золмс-Браунфелс
Йоханес II фон Золмс-Браунфелс (на немски: Johannes II von Solms-Braunfels; † между 4 април 1402 и 21 март 1406, Цютфен) е граф на Золмс в Отенщайн и господар на град и замък Берге.

## Произход
Той е син на граф Хайнрих I (V) фон Золмс-Отенщайн († 1352/1353) и съпругата му София фон Хорстмар-Ахауз-Отенщайн († 1353/1358), наследничка на Отенщайн, дъщеря на Ото II фон Хорстмар-Ахауз-Отенщайн († 1323/1325) и съпругата му Маргарета († сл. 1333).
Брат му Хайнрих († 1407/1409) е архдякон в Мюнстер.

## Фамилия
Йоханес II се жени между 14 януари 1358 и 10 ноември 1359 г. за Ирмгард фон Щайнфурт († сл. 1359), дъщеря на Лудолф VII фон Щайнфурт († 1360) и Петронела фон Билщайн († 1369). Те имат децата:
- Хайнрих III фон Золмс-Отенщайн († сл. 5 февруари 1424/1425, Цютфен), граф на Золмс-Отенщайн, женен пр. 21 юни 1416 г. за Агнес фон Еверщайн († 1443)
- Гуерик фон Золмс-Браунфелс († сл. 13 юни 1402)
- Хайлвиг фон Золмс-Браунфелс († сл. 1421)

Йоханес II има незаконен син:
- Йохан ван дер Верш († 19 март 1401)